# وشم بال‌سرخ

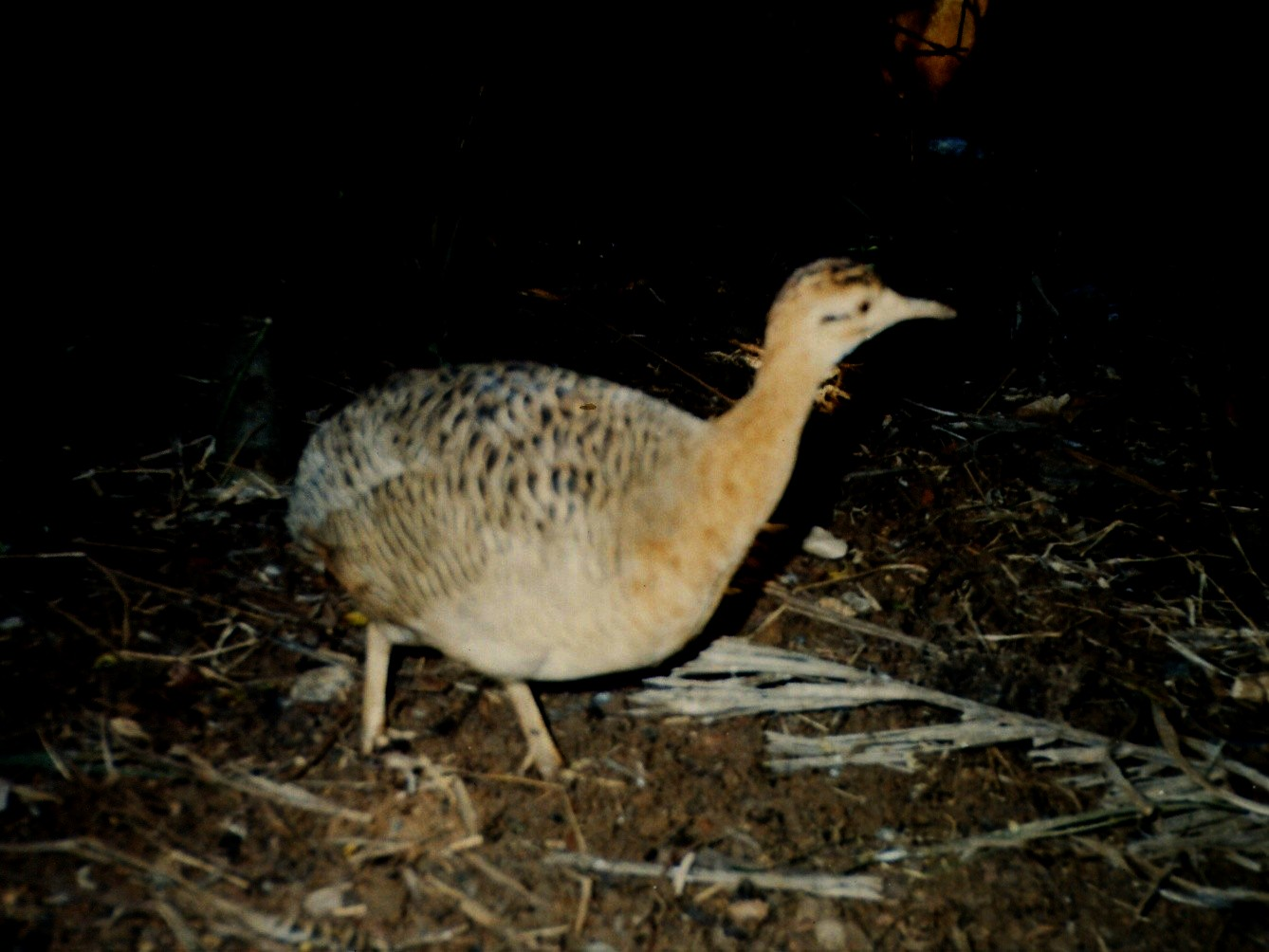
وشم بال‌سرخ

وشم بال‌سرخ (نام علمی: Rhynchotus rufescens) نام یک گونه از سرده آغازی‌منقارها است.